# 宮城県立拓桃支援学校こども病院分教室
宮城県立拓桃支援学校こども病院分教室（みやぎけんりつ たくとうしえんがっこう こどもびょういんぶんきょうしつ）は、かつて存在した宮城県仙台市青葉区落合四丁目にある公立特別支援学校分教室。宮城県立こども病院に併設されている関係上、病弱者を主たる教育対象としていた。

## 概要
宮城県立こども病院開設に合わせて、事実上、宮城県立西多賀養護学校(当時)が設置する院内学級の位置づけで、同校の分教室として院内に設置された。

## 沿革
- 2003年（平成15年）11月 - 宮城県立こども病院開院に合わせて、宮城県立西多賀養護学校こども病院分教室として設立（小学部3学級、中学部2学級）。
- 2004年（平成16年）8月 - 小学部に重複学級設置（小学部4学級、中学部2学級）。
- 2005年（平成17年）4月 - 中学部に重複学級設置（小学部4学級、中学部3学級）。
- 2008年（平成20年）4月 - 小学部に重度重複学級設置（小学部5学級、中学部3学級）。
- 2009年（平成21年）4月 - 宮城県立西多賀支援学校こども病院分教室に改称。
- 2015年（平成27年）4月 - 母体校の変更にともない、宮城県立拓桃支援学校こども病院分教室に改称。
- 2016年（平成28年）3月 - 宮城県立拓桃支援学校の移転にともない、本校に併合され、廃止。

## 学部
- 小学部
- 中学部